# Сан-Жуан-Батішта (Мора)
Сан-Жуан-Батішта (порт. São João Baptista; МФА: [ˈsɐ̃w ʒu.ˈɐ̃w bɐp.ˈtiʃ.tɐ]) — парафія в Португалії, у муніципалітеті Мора (Бежа). Розташована в південній частині країни, на теренах історичної португальської провінції Алентежу. Входить до складу округу Бежа. За адміністративним поділом, чинним до 1976 року, терени парафії були складовою провінції Нижнє Алентежу. Належить до Безької діоцезії Католицької церкви. Патрон — Іван Хреститель. Площа — 93,2018 км². Населення — 4075 ос. (2011). Слабо урбанізований регіон. Густота населення — 43,72 осіб/км²
. Код — 021007.

## Населення
| Кількість мешканців | Кількість мешканців | Кількість мешканців | Кількість мешканців | Кількість мешканців | Кількість мешканців | Кількість мешканців | Кількість мешканців | Кількість мешканців | Кількість мешканців | Кількість мешканців | Кількість мешканців | Кількість мешканців | Кількість мешканців | Кількість мешканців |
| ------------------- | ------------------- | ------------------- | ------------------- | ------------------- | ------------------- | ------------------- | ------------------- | ------------------- | ------------------- | ------------------- | ------------------- | ------------------- | ------------------- | ------------------- |
| 1864                | 1878                | 1890                | 1900                | 1911                | 1920                | 1930                | 1940                | 1950                | 1960                | 1970                | 1981                | 1991                | 2001                | 2011                |
| 3 098               | 3 292               | 3 225               | 3 373               | 4 131               | 4 110               | 4 553               | 5 296               | 5 872               | 6 146               | 4 929               | 5 065               | 4 646               | 4 747               | 4 075               |